# Хазіра (родовище)
Хазіра – офшорне газонафтове родовище у індійському штату Гуджарат, що відноситься до Камбейського нафтогазоносного басейну.
Поклади газу родовища знаходяться на глибинах від 700 до 1150 метрів та пов’язані із міоценовою пісковиковою формацією Бабагуру.
Родовище виявили у 1969 році за допомогою офшорної свердловини. Втім, пробурена услід за цим на суходолі друга розвідувальна свердловина потрапила у водонасичений резервуар, так що подальші роботи надовго припинили. Нарешті, в 1994-му за проект узялись державна компанія штату Гуджарат Gujarat State Petroleum Corporation та іноземний інвестор в особі канадської Niko Resources, участь яких розподілялась у співвідношенні 66,67% на 33,33%.
Поширення покладів родовища дозволило провадити буріння на суходолі, з відсипаного неподалік від узбережжя майданчику (Land Based Drilling Platform, LBDP), доступ до якого облаштували за допомогою дамби довжиною 1,5 км, та з морської платформи (Offshore Drilling Platform, OFDP). Станом на 2019 рік на Хазірі пробурили 36 свердловин, з яких 2 довелось покинути, тоді як 34 використали у видобутку. Серед останніх абсолютна більшість припадала на LBDP та OFDP – 17 та 12 відповідно.
Першу продукцію з Хазіри отримали у 1996 році. Повномасштабна розробка стартувала у 2003-му із запуском LBDP, а у 2004-му дійшло до встановлення за три кілометри від LBDP зазначеної вище морської платформи. Останню виготовили на тайській верфі у Лаем-Чабанг та вже на місці майбутньої роботи обладнали буровою установкою, яку доправили з канадського Ванкуверу. Як наслідок цих заходів, у 2003/2004 фіскальному році видобуток досяг рівня у 3 млн м3 на добу, а на піку родовище видавало 4 млн м3 газу на добу.
Отримана на LBDP та OFDP продукція подавалась до наземної установки підготовки по двох трубопроводах діаметром 300 мм. Товарний газ спершу постачали до індустріальної зони Хазіра, де, зокрема, діяв металургійний комбінат компанії Essar із власною ТЕС. Втім, у 2001-му поставки йому блакитного палива були зупинені через невиконання Essar контрактних зобов’язань, натомість від установки підготовки проклали перемичку довжиною 14 км з діаметром 900 мм до району Мора, звідки проклали газопроводи Хазіра – Вапі, Хазіра – Дахедж та перемичку завдовжки 25 км з діаметром 300 мм до ТЕС Ютран.
Третя споруджена з OFDP свердловина виявила на глибині 1200 метрів нафтовий поклад. Його розробка почалась у 2006-му і в підсумку 3 із 12 свердловин платформи призначались для видобутку нафти (2 видобувні та 1 нагнітальна). 
Станом на 2019 рік з Хазіри вилучили 9,7 млрд м3 газу, що становило 99,8% видобувних запасів.  Враховуючи це, Niko Resources у 2018-му, за півтора роки до завершення терміну дії угоди про розподіл продукції, поступилась своєю участю на користь компанії Sun Petro. 
Можливо також відзначити, що деякі поклади Хазіри виявились у прямому зв’язку із розташованим західніше газовим родовищем Гаурі, яке розроблялось з 2004 року консорціумом під операторством британської компанії Cairn Energy. Для врегулювання ситуації у 2006-му уклали угоду, за якою відбір газу з резервуару мав балансуватись у відповідності до висновків компанії DeGolyer and MacNaughton, при цьому консорціум Cairn Energy отримав право відібрати 0,8 млрд м3 в рахунок компенсації за перші роки розробки Хазіри.